# القلوع
القلوع قرية تتبع ناحية قرى مركز بانياس في منطقة بانياس في أقصى شمال محافظة طرطوس. تقع قرب ساحل البحر المتوسط عند حدود محافظة اللاذقية.
بلغ عدد سكانها 3354 نسمة حسب تعداد عام 2004.